# The Puffy Shirt
" The Puffy Shirt " é o segundo episódio da quinta temporada da sitcom norte-americana da emissora NBC, Seinfeld. Foi o 66º episódio e foi ao ar originalmente em 23 de setembro de 1993. Larry David, o criador do programa, teve a ideia de usar a camisa  e cita este episódio como um dos seus favoritos na série. A camisa foi doada para o National Museum of American History, ocasião em que Seinfeld disse que foi um dos momentos de maior vergonha de sua vida.

## Enredo
Kramer está namorando uma mulher, Leslie (Wendel Meldrum), uma "faladora", que todos têm dificuldade de entender devido à sua voz baixa. Quando Jerry e Elaine jantam com eles, Kramer explica que Leslie é uma designer de moda e criou uma nova camisa "como os piratas costumavam usar". . Depois que Elaine diz a Leslie que Jerry está aparecendo no The Today Show para promover um evento de caridade de Boa Vontade para vestir os pobres e os sem - teto, Leslie diz algo em resposta, mas eles não conseguem entender o que ela está dizendo. Para serem educados, eles sorriem e acenam com a cabeça, fazendo sons vagos de concordância. No dia seguinte, Kramer entrega a camisa a Jerry, que percebe que ele inadvertidamente concordou em usar a camisa de Leslie no The Today Show . A ideia de usar uma camisa tão ridícula ofende Elaine, que diz a Jerry que "você deveria ser uma pessoa compassiva que se preocupa com as pessoas pobres! Parece que você vai entrar em um lustre! "
Em um restaurante com seus pais, George acidentalmente esbarra em uma mulher, que acaba por ser uma agente de modelos. Quando ela percebe as mãos dele, ela declara que elas são lindas e que ele deve se tornar um modelo de mão . Ele concorda e, em preparação para sua primeira sessão de fotos, torna-se protetor de suas mãos, tendo manicure e protegendo-as com luvas de forno . Durante as filmagens, George é informado de que é o sucessor de outro modelo de mão, que desperdiçou seu talento porque não era "mestre de seu domínio". George diz para não se preocupar porque ele "venceu um concurso".
Durante o Today Show, o apresentador Bryant Gumbel zomba repetidamente da camisa de Jerry, levando-o a denunciá-la com raiva no ar, o que enfurece Leslie (que finalmente levanta a voz para chamar Jerry de "bastardo!", de forma raivosa). Após o show, George chega ao provador e tira as luvas do forno para mostrar as mãos. Quando ele zomba da camisa fofa, Leslie o empurra com raiva, fazendo com que ele caia no ferro quente e arruine as mãos, encerrando a carreira de modelo de mãos.
Elaine é demitida do comitê de benefícios da Goodwill e Jerry fica abalado com a camisa durante sua comédia de stand-up . As lojas cancelam suas encomendas e as camisas não vendidas são entregues à Goodwill. Enquanto Jerry, Kramer, Elaine e George andam pela rua, vêem homens sem-teto vestidos com camisas inchadas. Jerry observa que, afinal, não é uma camisa feia.